# マクシミリアーノ・アラウホ
マクシミリアーノ・ハビエル・アラウホ・ビルチェス（スペイン語: Maximiliano Javier Araújo Vilches, 2000年2月15日 - ）は、ウルグアイ・モンテビデオ出身のプロサッカー選手。ウルグアイ代表。デポルティーボ・トルーカFC所属。ポジションはミッドフィールダー（サイドハーフ）、ディフェンダー（サイドバック）。

## 経歴

### クラブ
首都モンテビデオで生まれ、地元のクラブのひとつであるモンテビデオ・ワンダラーズFCの下部組織で練習に励んだ。
2018年3月11日、モンテビデオ・シティ・トルケ戦で85分から途中出場し、プロデビュー。4月21日、リーベル・プレート戦で初めてスターティングメンバーとなった。
2020年1月、3年契約でメキシコのクルブ・プエブラに移籍。2月16日、リーグ第6節のパチューカ戦で途中出場し、リーガMXデビュー。
2023年1月、デポルティーボ・トルーカFCに移籍。

### 代表
2019年1月、チリで開催された南米ユース選手権に臨むU-20ウルグアイ代表のメンバーに選出され、8試合に出場した。5月には、ポーランドで開催されたFIFA U-20ワールドカップにも出場し、ノルウェー戦とホンジュラス戦に先発出場したが、出場機会のなかったベスト16でエクアドルに敗れた。これらの大会では左サイドバックを務めた。
2022年10月、FIFAワールドカップカタール大会の予備登録メンバーに名を連ねたが、最終メンバーからは落選した。
2023年6月、ニカラグアおよびキューバとの親善試合に臨むA代表に初招集され、代表初キャップとなった15日のニカラグア戦でアシストを記録。21日のキューバ戦では代表初ゴールとアシストを記録した。
2024年6月8日、コパ・アメリカ2024に出場するウルグアイ代表メンバーに選出された。

## 人物
同じくプロサッカー選手である弟のセサルを含む5人の兄弟姉妹がいる。

## 個人成績

### クラブ
| 国内大会個人成績 | 国内大会個人成績 | 国内大会個人成績 | 国内大会個人成績 | 国内大会個人成績 | 国内大会個人成績 | 国内大会個人成績 | 国内大会個人成績 | 国内大会個人成績 | 国内大会個人成績 | 国内大会個人成績 | 国内大会個人成績 |
| 年度             | クラブ           | 背番号           | リーグ           | リーグ戦         | リーグ戦         | リーグ杯         | リーグ杯         | オープン杯       | オープン杯       | 期間通算         | 期間通算         |
| 年度             | クラブ           | 背番号           | リーグ           | 出場             | 得点             | 出場             | 得点             | 出場             | 得点             | 出場             | 得点             |
| ウルグアイ       | ウルグアイ       | ウルグアイ       | ウルグアイ       | リーグ戦         | リーグ戦         | リーグ杯         | リーグ杯         | オープン杯       | オープン杯       | 期間通算         | 期間通算         |
| ---------------- | ---------------- | ---------------- | ---------------- | ---------------- | ---------------- | ---------------- | ---------------- | ---------------- | ---------------- | ---------------- | ---------------- |
| 2018             | ワンダラーズ     | 20               | プリメーラ       | 14               | 0                | -                | -                | -                | -                | 14               | 0                |
| 2019             | ワンダラーズ     | 20               | プリメーラ       | 19               | 1                | -                | -                | -                | -                | 19               | 1                |
| メキシコ         | メキシコ         | メキシコ         | メキシコ         | リーグ戦         | リーグ戦         | コパMX           | コパMX           | オープン杯       | オープン杯       | 期間通算         | 期間通算         |
| 2019-20          | プエブラ         | 30               | MX               | 1                | 0                | -                | -                | -                | -                | 1                | 0                |
| 2020-21          | プエブラ         | 20               | MX               | 25               | 2                | -                | -                | -                | -                | 25               | 2                |
| 2021-22          | プエブラ         | 20               | MX               | 38               | 4                | -                | -                | -                | -                | 38               | 4                |
| 2022-23          | プエブラ         | 20               | MX               | 19               | 2                | -                | -                | -                | -                | 19               | 2                |
| 2022-23          | トルーカ         | 11               | MX               | 18               | 6                | -                | -                | -                | -                | 18               | 6                |
| 2023-24          | トルーカ         | 11               | MX               | 34               | 3                | -                | -                | -                | -                | 34               | 3                |
| 通算             | ウルグアイ       | ウルグアイ       | プリメーラ       | 33               | 1                | -                | -                | 0                | 0                | 33               | 1                |
| 通算             | メキシコ         | メキシコ         | MX               | 135              | 17               | 0                | 0                | -                | -                | 135              | 17               |
| 総通算           | 総通算           | 総通算           | 総通算           | 168              | 18               | 0                | 0                | 0                | 0                | 168              | 18               |

### 代表
| ウルグアイ代表 | 国際Aマッチ | 国際Aマッチ |
| 年             | 出場        | 得点        |
| -------------- | ----------- | ----------- |
| 2023           | 7           | 1           |
| 2024           | 3           | 2           |
| 通算           | 10          | 3           |

#### ゴール
| #  | 年月日        | 開催地                                      | 対戦国   | 勝敗 | 試合概要                      |
| -- | ------------- | ------------------------------------------- | -------- | ---- | ----------------------------- |
| 1. | 2023年6月21日 | エスタディオ・センテナリオ（ ウルグアイ）   | キューバ | ○2-0 | 親善試合                      |
| 2. | 2024年6月24日 | ハードロック・スタジアム（ アメリカ合衆国） | パナマ   | ○3-1 | コパ・アメリカ2024・グループC |
| 3. | 2024年6月28日 | メットライフ・スタジアム（ アメリカ合衆国） | ボリビア | ○5-0 | コパ・アメリカ2024・グループC |